# Bohdan Gonsior
Bohdan Kazimierz Gonsior (ur. 16 lutego 1937 w Chorzowie), polski szermierz, brązowy medalista olimpijski i trzykrotny medalista mistrzostw świata.

## Życiorys
Był szpadzistą.
Na igrzyskach olimpijskich w Rzymie w 1960 roku indywidualnie opadł w ćwierćfinale, a drużynowo był dziewiąty. Na rozgrywanych cztery lata później igrzyskach olimpijskich w Tokio był piąty w obu konkurencjach. Podczas igrzysk olimpijskich w Meksyku w 1968 wspólnie z Bohdanem Andrzejewskim, Kazimierzem Barburskim, Michałem Butkiewiczem i Henrykiem Nielabą zdobył drużynowo brązowy medal. Indywidualnie był dziewiąty. Brał też udział w igrzyskach olimpijskich w Monachium w 1972 roku, gdzie drużynowo był szósty, a indywidualnie odpadł w ćwierćfinałach.
Podczas mistrzostw świata w Gdańsku (1963) wspólnie z Bohdanem Andrzejewskim, Henrykiem Nielabą, Ryszardem Parulskim i Jerzym Strzałką zdobył złoty medal w zawodach drużynowych. W tej samej konkurencji Polacy z Gonsiorem w składzie zdobyli srebrny medal na mistrzostwach świata w Ankarze (1970). Ponadto wywalczył brązowy medal indywidualnie na mistrzostwach świata w Moskwie (1971), plasując się za Aleksiejem Nikanczikowem z ZSRR i Francuzem Claude'em Bourquardem.
Trzy razy był indywidualnym mistrzem Polski: 1964, 1970 i 1973 i dwa razy indywidualnym wicemistrzem (1957 i 1972). Zdobywał także wicemistrzostwo Polski w drużynie (1968, 1970, 1972).
W 1969 roku wystąpił w pierwszym odcinku serialu Przygody pana Michała.
Z wykształcenia jest lekarzem. Obecnie mieszka w Niemczech.
W 2019 otrzymał medal Kalos Kagathos.